# Amidonnier sauvage
Triticum dicoccoides
Espèce
Statut de conservation UICN

 LC  : Préoccupation mineure
Triticum dicoccoides, l'amidonnier sauvage, est une espèce de plantes monocotylédones de la famille des Poaceae, sous-famille des Pooideae, originaire du Proche-Orient. C'est une céréale sauvage génétiquement proche du blé, qui a joué un rôle important dans le domestication du blé dur et du blé tendre. Certains auteurs considèrent ce taxon comme une sous-espèce du blé dur sous le nom de Triticum turgidum subsp. dicoccoides.

## Génétique
C'est une espèce allotétraploïde, au génome de type BBAA, comptant 28 chromosomes (2n = 2x =28), très proche du blé dur (Triticum turgidum) et de l'amidonnier (Triticum dicoccon) et considéré comme l'ancêtre de ces espèces domestiquées avec lesquelles il s'hybride spontanément. La différence la plus évidente entre les espèces domestiquées et l'amidonnier sauvage est le mode de dispersion des graines par désarticulation de l'épi. L'amidonnier sauvage a des épis cassants qui s'égrènent spontanément à maturité par abscission du rachis sous chaque épillet, ce qui assure la dispersion des semences et la reproduction de l'espèce. 
L'amidonnier sauvage proviendrait de l'hybridation, intervenue dans la nature il y a environ 500 000 ans, de deux graminées diploïdes : Triticum urartu (très proche de l'engrain sauvage, Triticum boeoticum) au génome de type AA (2n = 2x =14) et d'une espèce d'Égilope, probablement Aegilops speltoides, l'égilope faux-épeautre, au génome de type BB (2n = 2x =14). La première étape de cette hybridation a été vraisemblablement la création d'un hybride amphihaploïde au génome de type BA  (2n = 2x =14).

## Histoire
Hésiode et de multiples auteurs latins tels que Sénèque évoquent avec nostalgie un Âge d'Or depuis longtemps perdu, révolu : il fut un temps sans lois ni sédentarisation (car le climat était bon les hommes n'avaient pas besoin de lits ou de maisons), la Terre produisait elle-même ses fruits sans qu'on l'y contraigne (par des outils agricoles) et en répandait les bienfaits sur les hommes. Les fruits en question étaient probablement l'amidonnier sauvage, triticum dicoccoides, qui prédate de très loin l'agriculture sèche et sédentaire qu'on connaît, puisqu'on a trouvé au sud de la Mer Morte des restes datant de 17 000 ans avant Jésus-Christ, mais aussi en Syrie datant de 7800 à 7600, et à Jéricho aux alentours de 7500 avant Jésus Christ.

## Distribution et habitat
L'aire de répartition originelle de Triticum dicoccoides s'étend en Asie occidentale de la Turquie à l'Iran, en incluant   l'Iraq, Israël, la Jordanie, le Liban et la Syrie et couvre une aire plus précisément appelée « Croissant fertile ».
Cette espèce pousse sur des sols argileux (terra rossa) ou basaltiques dans le couvert herbacé des forêts de chênes, des formations d'arbustes nains, des pâturages, des champs abandonnés et des lisières de culture. En Israël, en Jordanie et en Palestine, elle se rencontre dans les champs et les « bathas » (nom des formations de type « garrigue » en Israël) sur des sols calcaires, dolomitiques et basaltiques. En Iraq et dans l'ouest de l'Iran, l'espèce est présente dans les zones montagneuses.

## Taxinomie

### Synonymes
Selon Catalogue of Life (19 avril 2018) :
- Gigachilon polonicum subsp. dicoccoides (Asch. & Graebn.) Á.Löve
- Triticum dicoccoides var. johnsonii Filat. & K.Hammer
- Triticum dicoccum subsp. dicoccoides (Asch. & Graebn.) L.B.Cai
- Triticum sativum var. dicoccoides Asch. & Graebn.
- Triticum vulgare var. dicoccoides Körn., nom. nud.

### Liste des variétés
Selon NCBI (19 avril 2018) :
- Triticum dicoccoides var. aaronsohnii (Flaksb.) Perciv.
- Triticum dicoccoides var. kotschyi Jakubz.
- Triticum dicoccoides var. macra-aronsohnii Jakubz.
- Triticum dicoccoides var. namuricum Jakubz.